# Macropoma
Macropoma é um gênero extinto de celacanto (classe Sarcopterygii). Estes peixes aparentemente extinguiram-se há cerca de 70 milhões de anos.
Os fósseis de Macropoma foram encontrados na Inglaterra e na Tchecoslováquia e tinham comprimentos de cerca de 60 cm. Um celacanto moderno mede até 150 cm, mas possui a mesma constituição do corpo com uma cauda trilobada e barbatanas com pedúnculos.